# Jebat će te!
Jebat će te! је први сингл са албума Дупло дно: Највећи хитови, загребачког кантаутора Анте Перковића. Сниман је у студију „Funhouse by Berko & Dundo Danilo“.
Сингл се састоји од 3 ремикса песме „Jebat će te!“:
- „Jebat će te!“
- „Ma neće, neće - čisti remiks“ - ремиксирано од
- „Ili ipak... - K/P remiks iz pakla“ - ремиксирано од

## Музичари
- Желе - бубњеви
- Марко - бас гитара
- Дундо Данило - семплови, програмирање
- Анте - вокали

## Извор(и)
- „Јебаће те!“, сингл Анте Перковића (myspace.com)